# 南满铁路
南满铁路，全稱南滿洲鐵道連京線（日语：／），是中國東北地區一條鐵路的旧称。原属于1897年至1903年的俄罗斯帝国，由其所筑中东铁路南下支线的长春至旅顺段。
1897年8月，決定在中东铁路的南下支线与干线同时动工，俄方計劃自旅顺向北、自哈尔滨向南同时铺设，1902年12月完工，1903年7月通车。属于宽轨铁路（1524mm）。但日俄战争期间，中东铁路支线旅顺至公主岭段被日军占领，改为與日本本土相同的窄轨轨距（1067mm）。當時所使用的機車有部分於改建為标准轨距後被賣至台灣，供當時興建中之縱貫線鐵路使用（當時被編為80號型，戰後改稱為CK80型）。1905年日俄《朴次茅斯和约》规定以长春宽城子站为界，以南的铁路線可給日本公司經營，故改称为南满铁路。
沙俄將鐵路南段股權移交給日本人後，为了管理南满铁路，日方于1906年11月26日成立南滿洲鐵道株式會社，总部设在东京。於南滿洲鐵道株式會社成立後，將战時所修改的窄轨轨距再更改為标准轨距。該公司后又获得安奉铁路（安东至奉天）、抚顺铁路（奉天至抚顺）、牛庄铁路（大石桥至营口）的路权，其铁路從奉天再向東延，直達中朝边境的安东，与朝鲜半岛的铁路系统连接起來。南满铁路更改为标准轨距后，进行一系列提速改造，1907年至1934年全线建成复线。1934年，牵引亚细亚号列车的太平洋7型蒸汽机车在南满铁路运行测试中达到130km/h的最高时速，甚至比鄰國日本都還要快。
中国抗日战争結束後，南满铁路又被蘇聯佔去，直到交還中国後才第一次親自掌握這段鐵路，之後和旧中东铁路合併为中国长春铁路，简称中长铁路。后以长春站为界，分属长大铁路和长滨铁路，俗称“哈大铁路”。直至2006年改组为京哈铁路沈哈段和沈大铁路。

## 线路资料

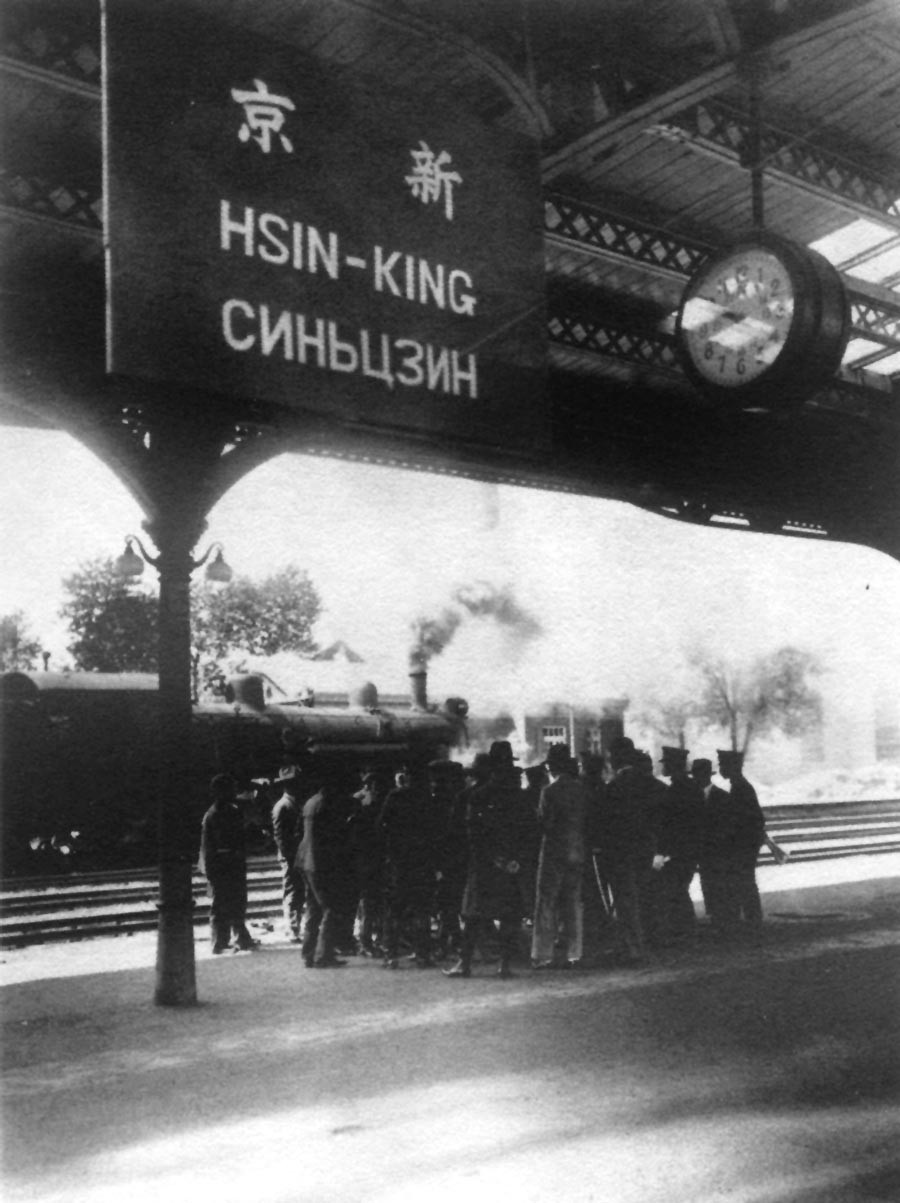
南满铁路新京（今长春市）火车站，可見俄文等在內的三語標誌

- 路线长度（营运里程）：711.2 km（含支线，大连-新京间701.4 km）
- 轨距：1,435 毫米

1944年3月（单线化前）
- 车站数
  - 客运站：64（含起讫车站）
  - 货运站：3（客货运站除外）
  - 简易站：1
- 复线区间：全线

1944年11月（单线化后）
- 车站数
  - 客运站：64（含起讫车站）
  - 货运站：3（客货运站除外）
  - 简易站：1
- 复线区间：大连-三十里堡、大石桥-新京
- 单线区间：三十里堡-大石桥